# Cirolana stenoura
Cirolana stenoura är en kräftdjursart som beskrevs av Bruce 1986. Cirolana stenoura ingår i släktet Cirolana och familjen Cirolanidae. Inga underarter finns listade i Catalogue of Life.